# 龍運巴士A43線
龍運巴士A43線及A43P線是香港兩條機場巴士路線，來往粉嶺（聯和墟）及機場（地面運輸中心）。兩線之服務範圍大致相若，惟A43線途經粉嶺南百和路和港珠澳大橋香港口岸，而A43P線則不經粉嶺南，但繞經落馬洲（新田公共運輸交匯處）和機場博覽館 ，兩線均是龍運巴士目前全程收費最高的全日專利巴士路線。
龍運巴士NA43線則是香港一條通宵機場巴士路線，來往粉嶺（聯和墟）及港珠澳大橋香港口岸，起訖點和行車路線與A43線相同，惟來回程均加經落馬洲（新田公共運輸交匯處）及國泰城。

## 簡介
1998年7月6日新機場啟用時，運輸署並無計劃開辦往來北區及機場的巴士線，在機場啟用前印製的「如何由你所住地點前往機場」小冊子中，在北區的部份，建議居民乘車往大埔或沙田轉乘機場巴士線，結果引致不少北區居民強烈不滿，認為要居民帶大量行李轉車，實在相當擾民，龍運巴士亦察覺這個需求，於同年9月正式向運輸署申請開辦機場巴士線來往北區及機場。但運輸署卻以客量不足為由拒絕，並提出反建議，以開辦一條由北區至青衣機鐵站（現稱青衣鐵路站，途經大欖隧道）的M78巴士路線（即今日279X），接駁地鐵（現稱港鐵）機場快綫。
本線是首批赤鱲角機場巴士線投入服務後第一條全新開辦的路線，由於沒有「E」線競爭，此路線遂成為現時各A線機場巴士中客量最高的一條，龐大的客源部份來自經落馬洲或羅湖乘搭港鐵東鐵綫到上水前往機場的乘客。

### 歷史
- 1999年1月30日：主線投入服務，成為北區首條機場專利巴士路線，以及新界東首條取道大欖隧道的專利巴士路線，當時來往華明及機場（地面運輸中心），每45-60分鐘一班，並採用普通版三叉戟巴士行走。[9]
- 2001年1月29日：增設途經國泰城的特別班次。
- 2001年6月17日：總站由華明遷往聯和墟，並修訂北區區內行車路線。
- 2007年12月22日：往機場（地面運輸中心）方向，加經機場二號客運大樓（翔天廊）。
- 2011年10月1日：繞經國泰城的特別班次，增至六班，開車時間為每日06:55、07:15、07:30、07:45、08:00及08:20。[10]
- 2013年12月30日：加密班次，繞經國泰城之特別班次增至八班。
- 2014年12月18日：增設到站時間預報。[11]
- 2015年9月30日：延長粉嶺（聯和墟）開出時間，星期六、日及公共假期06:35開出班次繞經國泰城，並加密班次。另新增路線A43P，在北區不入粉嶺南（百和路），在祥華邨祥頌樓後，直接取道新運路往返上水，並繞經落馬洲（新田公共運輸交匯處），往機場方向更經亞洲國際博覽館。
- 2016年6月15日：A43P線提升為全日服務。同日起，A43及A43P線來回程均加停大欖隧道轉車站，並增設大欖隧道轉車站往機場（地面運輸中心）及聯和墟之分段收費。[12][13]
- 2016年12月17日：新增路線NA43，行車路線與A43大致相同，惟來回程繞經國泰城，方便在機場工作的北區居民。
- 2017年7月22日：A43P線新增與九龍巴士B1線的免費轉乘優惠。[14]
- 2017年9月1日：A43及A43P線取消機場員工的即日來回回程8折優惠，由每程減收$3.1機場員工優惠取代；另外，NA43線加開一班車，於01:15由機場開出。
- 2018年10月24日：NA43線總站延長至港珠澳大橋香港口岸。[15]
- 2019年3月17日：A43P線的「新田運輸交匯處」站來回改停青山公路 - 新田段，不停新田公共運輸交匯處；往機場方向取消「機場博覽館」站。[16]
- 2019年6月29日：A43線提早機場開出之頭班車；NA43線來回程均加停「新田運輸交匯處」站。同日起，A43及NA43線來回程均加停「置福圍」站。[17]
- 2019年7月1日：NA43線修改由機場開出的時間為00:30、01:00、01:20。[18]
- 2019年11月29日：取消「二號客運大樓」巴士站。[19]
- 2023年8月20日：A43線來回方向繞經港珠澳大橋香港口岸。[20]

## 服務時間（詳細班次）
A43
| 每日粉嶺（聯和墟）開       | 每日粉嶺（聯和墟）開 | 每日粉嶺（聯和墟）開 | 每日粉嶺（聯和墟）開 | 每日粉嶺（聯和墟）開 | 每日粉嶺（聯和墟）開 |
| -------------------------- | -------------------- | -------------------- | -------------------- | -------------------- | -------------------- |
| 05:10                      | 05:40                | 06:00                | 06:20                | 06:40                | 06:55                |
| 07:10                      | 07:25                | 07:40                | 07:55                | 08:10                | 08:35                |
| 09:00                      | 09:45                | 10:15                | 11:00                | 11:45                | 12:30                |
| 13:00                      | 13:30                | 14:00                | 14:30                | 15:00                | 15:30                |
| 16:00                      | 17:00                | 18:00                | 19:00                | 20:00                | 20:45                |
| 21:30                      | 22:00                |                      |                      |                      |                      |
| 每日機場（地面運輸中心）開 |                      |                      |                      |                      |                      |
| 06:30                      | 07:30                | 08:15                | 09:15                | 10:00                | 10:30                |
| 11:00                      | 11:30                | 12:00                | 12:45                | 13:15                | 14:15                |
| 14:45                      | 15:15                | 16:15                | 16:45                | 17:00                | 17:15                |
| 17:30                      | 17:45                | 18:00                | 18:15                | 18:30                | 18:45                |
| 19:30                      | 20:30                | 21:15                | 22:00                | 23:00                | 23:30                |
| 00:00                      |                      |                      |                      |                      |                      |

註：
1. 粗體字的班次將途經國泰城
2. 於亞洲國際博覽館舉行大型節目的日子，本線往機場方向於指定時段將增停機場博覽館分站。

A43P
| 每日 粉嶺（聯和墟）開       | 每日 粉嶺（聯和墟）開 | 每日 粉嶺（聯和墟）開 | 每日 粉嶺（聯和墟）開 | 每日 粉嶺（聯和墟）開 |
| --------------------------- | --------------------- | --------------------- | --------------------- | --------------------- |
| 05:30                       | 06:15                 | 06:35                 | 07:00                 | 07:40                 |
| 08:40                       | 09:40                 | 10:40                 | 11:40                 | 12:40                 |
| 13:40                       |                       |                       |                       |                       |
| 每日 機場（地面運輸中心）開 |                       |                       |                       |                       |
| 16:30                       | 17:00                 | 17:30                 | 18:00                 | 19:00                 |
| 20:00                       | 21:30                 | 23:00                 | 00:00                 |                       |

NA43
- 每晚 粉嶺（聯和墟）開：04:05、04:25、04:45
- 每晚 港珠澳大橋香港口岸開：00:15、01:10

## 收費
| 路線   | 全程收費 | 分段收費 |
| ------ | -------- | --- |
| A43(P) | $32.4    | - 大欖隧道轉車站往機場：$29.0 - 青嶼幹線轉車站往機場：$18.8 - 大欖隧道轉車站往粉嶺（聯和墟）：$15.7 - 落馬洲轉車站往粉嶺（聯和墟）：$11.5 （只適用於A43P線） - 上水站往粉嶺（聯和墟）：$8.1 |
| NA43   | $47.2    | - 大欖隧道轉車站往港珠澳大橋香港口岸：$41.9 - 大欖隧道轉車站往粉嶺（聯和墟）：$19.8 - 上水站往粉嶺（聯和墟）：$8.9                                                                          |

| - 本線設有12歲以下小童及65歲或以上長者半價優惠。 - 本線不設長者及殘疾人士每程$2.0的票價優惠；12至64歲殘疾人士如使用「殘疾人士身份」個人八達通，以及60至64歲香港居民使用「樂悠咭」繳付車資，會以全費計算。 - 乘客可以現金或八達通於上車時付款，不設找續。 - 每位成人乘客可免費攜帶最多兩名4歲以下而不佔座位的兒童乘客乘車，超額之4歲以下小童必須繳付小童車費乘車。 - 持有「九巴月票」之乘客在車票有效期內，乘搭機場「A」及「NA」線（包括本路線）可享原價二七折優惠（不會計算每天10次合資格車程）；而其他九龍巴士及龍運巴士路線則可每日可享合共最多10程（不包括B1線，但包括聯營路線的九龍巴士／龍運巴士提供的班次；惟B1線則每日可享最多各2程（不會計算每天10次合資格車程））。 - 九龍巴士、城巴、龍運巴士及陽光巴士全職員工及家屬（不包括外判職員）可免費乘搭本路線，惟必須拍職員或職員家屬八達通。 - 乘客亦可透過多元化電子支付系統（e度嘟）繳付車資，包括使用非接觸式VISA卡、JCB卡、萬事達卡、銀聯卡、美國運通、大來國際、Discover Card、Apple Pay、Google Pay、Samsung Pay、AlipayHK「易乘碼」、支付寶、WeChatHK／微信支付「搭車碼」、銀聯雲閃付「乘車碼」及BOC Pay「乘車碼」。使用此支付方式的乘客可享有中途下車之分段收費，以及與其他九巴／龍運獨營路線或聯營線九巴／龍運班次之轉乘優惠，惟不能享有與非九巴／龍運路線之轉乘優惠，亦不能享有「公共交通費用補貼計劃」。 |

## 使用車輛
雖然此線為A線機場巴士，但因其高客量，此線曾一度以普通版巴士作為主力，而非一般A線主力採用的豪華版巴士，以提升載客量。由2013年7月31日起，龍運巴士更全線改派較高載客量普通版巴士及半豪華版巴士行走此路線。
直至2015年3月起，龍運為本路線引入客車版亞歷山大丹尼士Enviro 500 MMC 12米低地台雙層空調巴士（65XX），以代替當時年事已高即將退役的丹尼士三叉戟三型（5XX），成為首條引入該款巴士作掛牌車的龍運機場通天巴士路線。
後來，龍運有意進一步提升其A線機場巴士之車輛質素，遂於2015年4月訂購21輛及39輛分別長12米及12.8米，配facelift車身的客車版亞歷山大丹尼士Enviro 500 MMC，有關車輛採用全新設計的車身塗裝及龍運巴士公司標誌，尾牌及側牌改用「加長版」的Hanover二極管（LED）橙色電子牌，車廂內更有龍運巴士首見的設備及設計，包括電子路線圖、USB充電插孔、Wi-Fi無線上網、保溫箱及Vogelsitze Magino仿皮客車座椅，並採用仿木地板，以及深灰色、橙色和杏色為主的車廂色調。該批巴士其中的13輛巴士（5504-5516），於2016年6月11日起首航本路線及支線A43P並取代本路線原有全數13輛掛牌車，成為首批引入該款全新客車版巴士的龍運機場巴士路線。四天後，因應A43P線改為全日服務，再加派5輛同款巴士（5501-5502、5517-5519）行走。
另一方面，龍運新訂購的亞歷山大丹尼士Enviro 500 MMC的12.8米版本（15XX）的首部巴士（1501／UD1352）亦於2016年6月2日出牌，並於6月17日首航A43線，而A43線及A43P線亦於當日引入該款巴士行走，成為首批獲運輸署批准引入12.8米「巨無霸巴士」的龍運巴士路線，亦令龍運成為首間引入12.8米客車版巴士服務機場路線的專營巴士公司。2016年7月25日起，A43線及A43P線正式上掛11輛Facelift MK II車身的客車版Enviro 500 MMC 12.8米（1501-1511），以騰出12米同款車隊予當日投入服務的龍運巴士A37線，令A43系列路線成為首批上掛12.8米「巨無霸巴士」的龍運機場巴士路線。
現時，A43/A43P共獲派18輛亞歷山大丹尼士Enviro 500 MMC (14輛豪華版15XX及4輛半豪華版25XX) 巴士。
| 車隊編號 | 車牌   |
| -------- | ------ |
| 1505     | UD5793 |
| 1509     | UD6659 |
| 1512     | UD8843 |
| 1514     | UE8119 |
| 1516     | UE7322 |
| 1526     | UF5398 |
| 1527     | UF5997 |
| 1528     | UF6017 |
| 1530     | UF9061 |
| 1532     | UF9698 |
| 1534     | UF9678 |
| 1536     | UG 453 |
| 1537     | UG 495 |
| 1539     | UG6659 |
| 2504     | VZ6880 |
| 2506     | VZ7504 |
| 2509     | VZ8211 |
| 2510     | VZ8450 |

## 行車路線
(N)A43

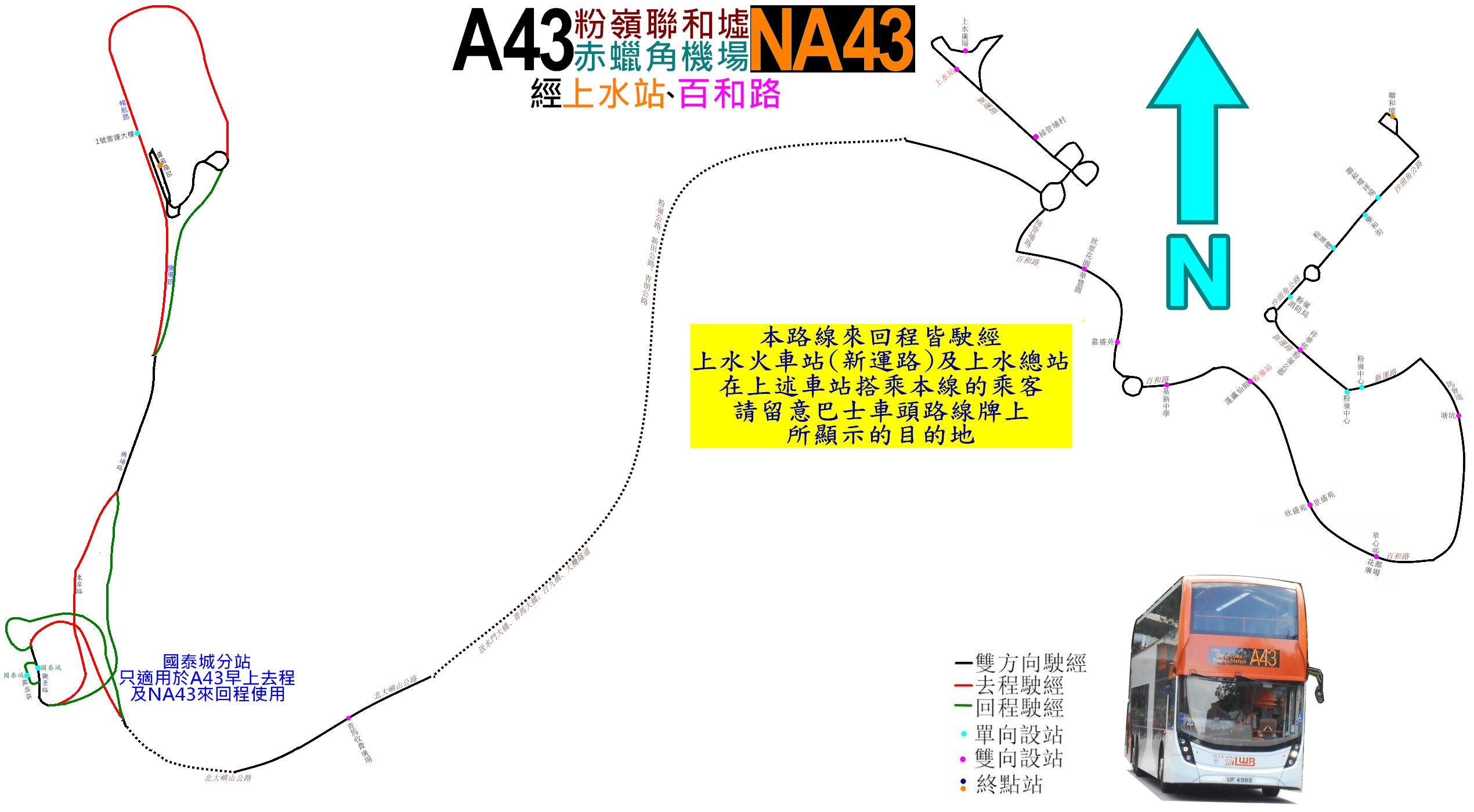
A43及NA43線的走線圖

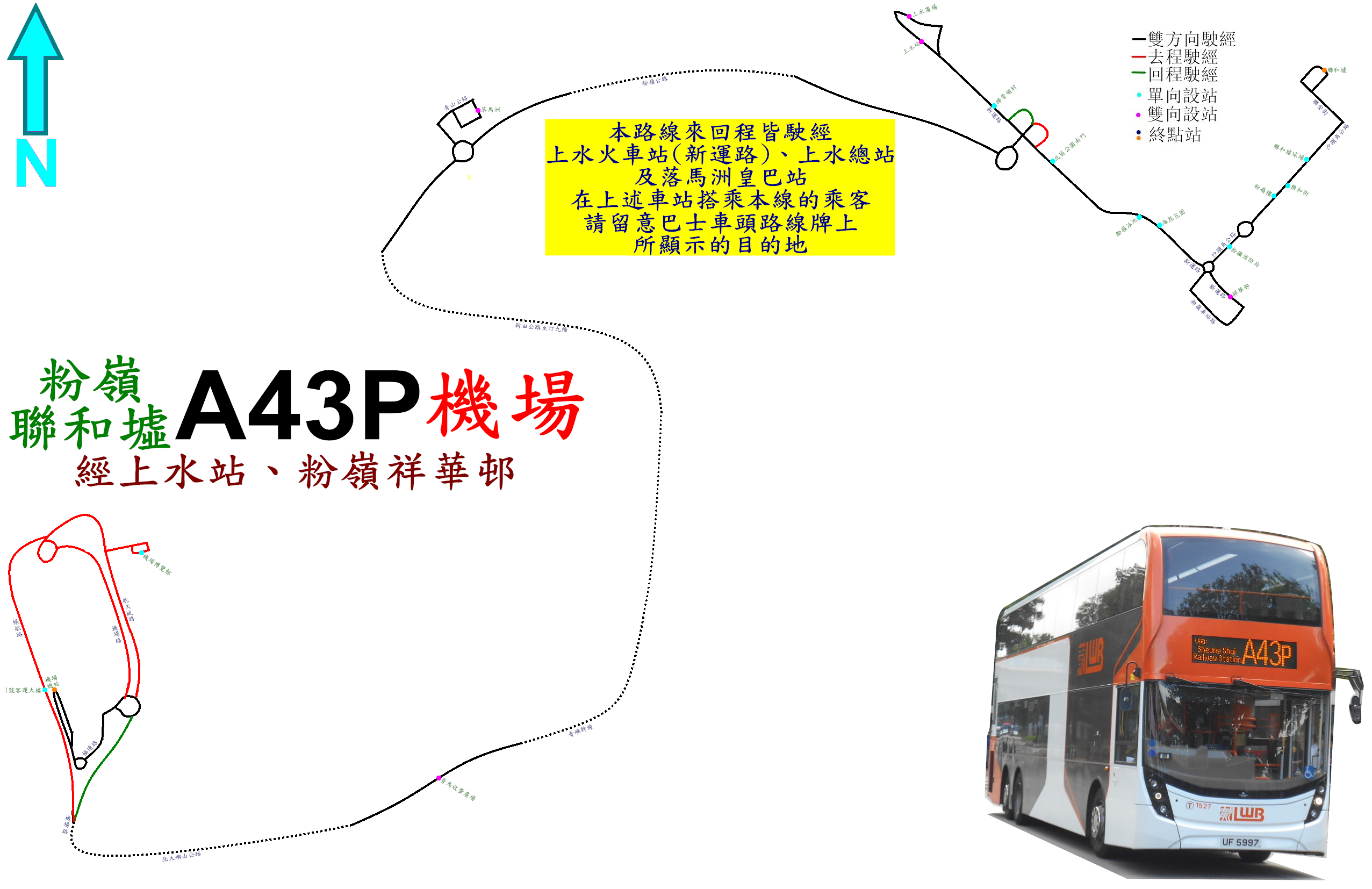
A43P線的走線圖

聯和墟開經：和泰街、聯安街、沙頭角公路—龍躍頭段、新運路、馬會道、百和路、掃管埔路、新運路、上水巴士總站、龍運街、新運路、掃管埔路、粉嶺公路、新田交匯處、青山公路—洲頭段、新田交匯處、新田公路、青朗公路（大欖隧道、汀九橋）、青衣西北交匯處、青嶼幹線、北大嶼山公路、機場路、駿運路交匯處、觀景路、東岸路、機場路、暢航路、機場路、機場南交匯處、暢連路、航天城交匯處、赤鱲角路、順暉路、順匯路、赤鱲角路、東榮路、機場路及暢連路。
斜體字之路段祇限NA43駛經。
粗體字之路段祇限NA43及繞經國泰城之A43班次駛經。
機場（地面運輸中心）開經：暢連路、機場南交匯處、暢連路、航天城交匯處、赤鱲角路、順暉路、順匯路、赤鱲角路、順朗路、北大嶼山公路、青嶼幹線、青衣西北交匯處、青朗公路（汀九橋、大欖隧道）、新田公路、新田交匯處、青山公路—洲頭段、新田交匯處、粉嶺公路、掃管埔路、新運路、上水巴士總站、龍運街、新運路、掃管埔路、百和路、馬會道、新運路、沙頭角公路—龍躍頭段及聯安街。
斜體字之路段祇限NA43駛經。
A43線具體停站請參考資訊框。。
NA43線具體停站請參考資訊框。。
A43P
聯和墟開經：和泰街、聯安街、沙頭角公路—龍躍頭段、新運路、粉嶺車站路、新運路、上水巴士總站、龍運街、新運路、掃管埔路、粉嶺公路、新田交匯處、青山公路—洲頭段、新田公路、青朗公路（大欖隧道、汀九橋）、青衣西北交匯處、青嶼幹線、北大嶼山公路、機場路、暢航路、機場路、機場南交匯處、暢連路、航天城交匯處、航天城路、航展道、航天城東路、航天城交匯處、暢連路、機場南交匯處及暢連路。
機場（地面運輸中心）開經：暢連路、機場南交匯處、機場路、北大嶼山公路、青嶼幹線、青衣西北交匯處、青朗公路（汀九橋、大欖隧道）、新田公路、新田交匯處、青山公路—洲頭段、新田交匯處、粉嶺公路、掃管埔路、新運路、上水巴士總站、龍運街、新運路、粉嶺車站路、新運路、沙頭角公路—龍躍頭段及聯安街，A43P線具體停站請參考資訊框。。

## 客量
A43線作為北區僅有兩條往返離島區的巴士路線之一，是北區第二家專營巴士公司運行路線，自開辦起客量一直高企。除北區居民外，於港鐵上水站轉乘東鐵綫，經羅湖站或落馬洲站往返中國的過境旅客亦是此路線一大客源。因香港國際機場航點繁多，航班選擇優於鄰近地區之各大機場，不少中國旅客出國時會選擇經香港國際機場出發，由深圳經陸路入境香港，再乘搭港鐵轉乘此路線往返機場，反之亦然，使此路線客量與日俱增，此客源於2003年中國政府准許部分城市居民來港「自由行」後尤為顯著。
A43P線初開辦時只局限在非繁忙時間服務，且班次疏落，又需繞經落馬洲皇巴站，故客量處於低水平。自從提升至全日服務後，此路線於繁忙時間及節日假期具疏導A43線龐大客源之功能，客量有所改善。
2020年：A43P線及NA43線最繁忙的一小時乘客量分別為49%及45%。

### 引用
1. 1 2 3 4 5  此站只供落客
2. 1 2  . 九龍巴士（一九三三）有限公司.   [2023-06-25]. （原始内容存档于2023-06-25） （中文（香港））.
3. 1 2  . 九龍巴士（一九三三）有限公司.   [2023-06-25]. （原始内容存档于2023-06-25） （中文（香港））.
4. 1 2  . 九龍巴士（一九三三）有限公司.   [2023-06-25]. （原始内容存档于2023-06-25） （中文（香港））.
5. 1 2  .   [2011-08-11]. （原始内容存档于2021-01-21）.
6. ↑  .   [2015-10-02]. （原始内容存档于2021-01-21）.
7. ↑  .   [2016-12-13]. （原始内容存档于2020-12-10）.
8. ↑  香港特別行政區政府運輸署，〈如何由你所住地區前往機場〉，1998年6月。
9. ↑  〈機場的公共交通服務 （页面存档备份，存于）〉，立法會交通事務委員會文件，1999年5月28日。
10. ↑  龍運A43線加強特別班次服務 （页面存档备份，存于），九巴新聞稿，2011-09-28
11. ↑  〈http://www.kmb.hk/tc/news/press/archives/news201412182182.html （页面存档备份，存于） 九龍巴士（一九三三）有限公司，大欖隧道轉車站首設多功能客務站 九巴試驗手機版到站時間預報〉［新聞稿］，2014年12月18日。
12. ↑  乘客通告：A43 聯和墟<-->機場 服務調整 大欖隧道增設分站 （页面存档备份，存于），龍運巴士，2016-06-13
13. ↑  乘客通告：A43P 聯和墟<-->機場 全日服務 大欖隧道增設分站 （页面存档备份，存于），龍運巴士，2016-06-13
14. ↑  龍運機場巴士A43P 線與九巴 B1線增加八達通轉乘優惠折扣 （页面存档备份，存于），龍運巴士新聞稿，2017-07-19
15. ↑   (PDF).   [2018-10-23]. （原始内容存档 (PDF)于2018-10-23）.
16. ↑   (PDF).   [2019-03-14]. （原始内容存档 (PDF)于2020-12-11）.
17. ↑  .   [2019-06-29]. （原始内容存档于2020-12-08）.
18. ↑   (PDF).   [2019-07-08]. （原始内容存档 (PDF)于2021-05-13）.
19. ↑  .   [2019-11-23]. （原始内容存档于2020-12-08）.
20. ↑   (PDF).   [2023-08-15]. （原始内容存档 (PDF)于2023-08-15）.
21. ↑  .   [2016-06-07]. （原始内容存档于2017-03-28）.
22. ↑  周六投入服務　新機場巴士　手機可叉電 （页面存档备份，存于），明報，2016-06-08
23. ↑  設獨立USB叉電　龍運豪華巴士投入服務 （页面存档备份，存于），AM730，2016-06-08
24. ↑  豪華龍運巴士有USB充電座！本周六登場 （页面存档备份，存于），香港經濟日報，2016-06-08

### 書籍
- 《二十世紀巴士路線發展史－－渡海、離島及機場篇》，ISBN 9789628414680，BSI (香港)，147頁

## 外部連結
- 香港巴士大典上的相关条目：龍運巴士A43線
- 香港巴士大典上的相关条目：龍運巴士A43P線